# Baldhead Bridge
Baldhead Bridge è il secondo album del gruppo musicale reggae giamaicano Culture, pubblicato dalla Joe Gibbs Records nel 1978 (prima pubblicazione).
I brani del disco furono registrati nel 1976, durante la stessa sessione dei pezzi contenuti nel loro disco d'esordio, Two Sevens Clash.

## Tracce
Brani composti dai Culture, eccetto dove indicato.
Lato A
1. Them a Payaka – 4:00
2. How Can I Leave Jah – 5:38 (Tradizionale, arrangiamento di Joe Gibson)
3. Bald Head Bridge – 3:35
4. Behold I Come – 4:04

Durata totale: 17:17
Lato B
1. Love Shines Brighter – 3:29
2. Jah Love – 2:53
3. Zion Gate – 3:38
4. So Long Babylon a Fool I (And I) – 8:03

Durata totale: 18:03
- Titolo brano A3 come riportato sul vinile originale (alcune volte è scritto Baldhead Bridge).

## Formazione
- Joseph Hill - voce
- Albert Walker - accompagnamento vocale, coro
- Kenneth Dayes - accompagnamento vocale, coro

The Professionals
- Robbie Shakespeare - chitarra
- Eric Bingy Bunny Lamont - chitarra
- Lennox Gordon - chitarra
- Franklyn Bubbler Waul - tastiere
- Errol Nelson - tastiere
- Harold Butler - tastiere
- Bobby Ellis - tromba
- Vin Gordon - trombone
- Tommy McCook - sassofono tenore
- Herman Marquis - sassofono alto
- Lloyd Parks - basso
- Sly Dunbar - batteria
- Sticky (Uzziah Thompson) - percussioni